# Little Blue boX
Little Blue boX (リトル・ブルー・ボックス) fue una banda japonesa formada el año 2010, conocida principalmente por interpretar todos los temas de entrada de los videojuegos y anime de la franquicia Danball Senki.  Originalmente formada como un quinteto, la banda terminó conformada por la vocalista hie y el guitarrista yui. Las tres letras mayúsculas del nombre de la banda conforman las siglas "LBX", muy utilizadas en el universo de Danball Senki. 
Debido a que el anime de Danball Senki finalizó su emisión a inicios del año 2014 y que no se anunciaron más secuelas para videojuegos o anime de la franquicia, la banda anunció su separación, la que fue acompañada por un concierto de despedida titulado 1ドリーム ～夢と希望の青い箱～ (1Dream ~Yume to Kibou no Aoi Hako~) el 16 de febrero del mismo año. En el sitio web de la banda se indicó además que la vocalista hie continuará su carrera musical en solitario.

## Integrantes
- hie (ヒィ) - Voz.
- yui (ユイ)- Guitarra.

Antiguos Integrantes
- Sou (ソウ) - Guitarra.
- Youhei (ヨウヘイ) - Bajo.
- Yuusuke (ユウスケ) - Batería.

## Discografía

### Sencillos
1ドリーム / Great Future War (1Dream / Great Future War)
- Fecha de lanzamiento: 4 de mayo de 2011
- Posición Ranking Oricon Semanal: #43[3]
- Opening 1 del anime "Danball Senki" y Opening del videojuego de PSP "Danball Senki", respectivamente.

以心伝心 (Ishindenshin)
- Fecha de lanzamiento: 5 de octubre de 2011.
- Posición Ranking Oricon Semanal: #86[4]
- Opening 2 del anime "Danball Senki".

BRAVE HERO / ファイティングポーズ (BRAVE HERO / Fighting Pose)
- Fecha de lanzamiento: 28 de marzo de 2012.
- Posición Ranking Oricon Semanal: #9[5]
- Opening 1 del anime "Danball Senki W" y Opening del videojuego de PSP "Danball Senki Boost", respectivamente.

三位一体 (Sanmiitai)
- Fecha de lanzamiento:25 de julio de 2012.
- Posición Ranking Oricon Semanal: #25[6]
- Opening 2 del anime "Danball Senki W". Opening del videojuego de N3DS "Danball Senki Baku Boost".

2スピリッツ / レジェンド (2Spirits / Legend)
- Fecha de lanzamiento: 14 de noviembre de 2012.
- Posición Ranking Oricon Semanal: #28[7]
- Opening 3 del anime "Danball Senki W" y Opening del videojuego de PSP / PS Vita "Danball Senki W", respectivamente.

テレパシー / 地球の絆 (Telepathy / Chikyuu no Kizuna)
- Fecha de lanzamiento: 23 de enero de 2013.
- Posición Ranking Oricon Semanal: #103[8]
- Opening 4 del anime "Danball Senki W". El tema Chikyuu no Kizuna corresponde al Ending 4 del mismo anime y es interpretada por el grupo Dream5. Se incluye además el tema 一緒に歩こう (Issho ni Arukou), utilizado como Opening de la película "Inazuma Eleven GO vs Danball Senki W" e interpretado en conjunto con el grupo T-Pistonz+KMC.

無限マイセルフ (Mugen Myself)
- Fecha de lanzamiento: 3 de julio de 2013.
- Posición Ranking Oricon Semanal: #84[9]
- Opening 1 del anime "Danball Senki WARS".

エターナル / Real Answer (Eternal / Real Answer)
- Fecha de lanzamiento: 23 de octubre de 2013.
- Posición Ranking Oricon Semanal: #87[10]
- Opening 2 del anime "Danball Senki WARS" y Opening del videojuego de N3DS "Danball Senki WARS", respectivamente.